# Negation
Negation betyder nægtelse og betegner så at sige det modsatte af noget.
I logikken skrives en negation således:
¬P
og læses: Det er ikke tilfældet at P, hvor P er står for en Proposition, dvs. er et givent udsagn.

En negation kan dog også være en negation af en modsætnings elementer, i form af at negationen af fx højre er venstre eller lighed forskel.

## Andre notationsformer
- Matematik – ¬a
- Programmeringssprog
  - C-lignende sprog
    1. logisk negation – !a
    2. bitvis negation – ~a

  - Pascal-lignende sprog – not a
- Tegnklasser i Regulære udtryk – [^a]